# Museo del Cerrato Castellano
El Museo del Cerrato Castellano es un museo de titularidad pública como lugar para la interpretación de la Comarca del Cerrato, localizado en la localidad de Baltanás, Provincia de Palencia, Comunidad autónoma de Castilla y León, España. Durante el año 2017 al museo accedieron 10 000 visitantes y desde la apertura hasta 2018 un total de 50 000 visitantes.

## Localización
El museo del Cerrato castellano se encuentra en el casco histórico de la localidad de Baltanás. Está instalado en dos edificios, el palacio-hospital de Santo Tomás y el antiguo Colegio La Milagrosa, que conforman un espacio museísticos unitario. Se accede a través del edificio modernista de ladrillo, ubicado en la calle La Virgen.
- Palacio-hospital de Santo Tomás

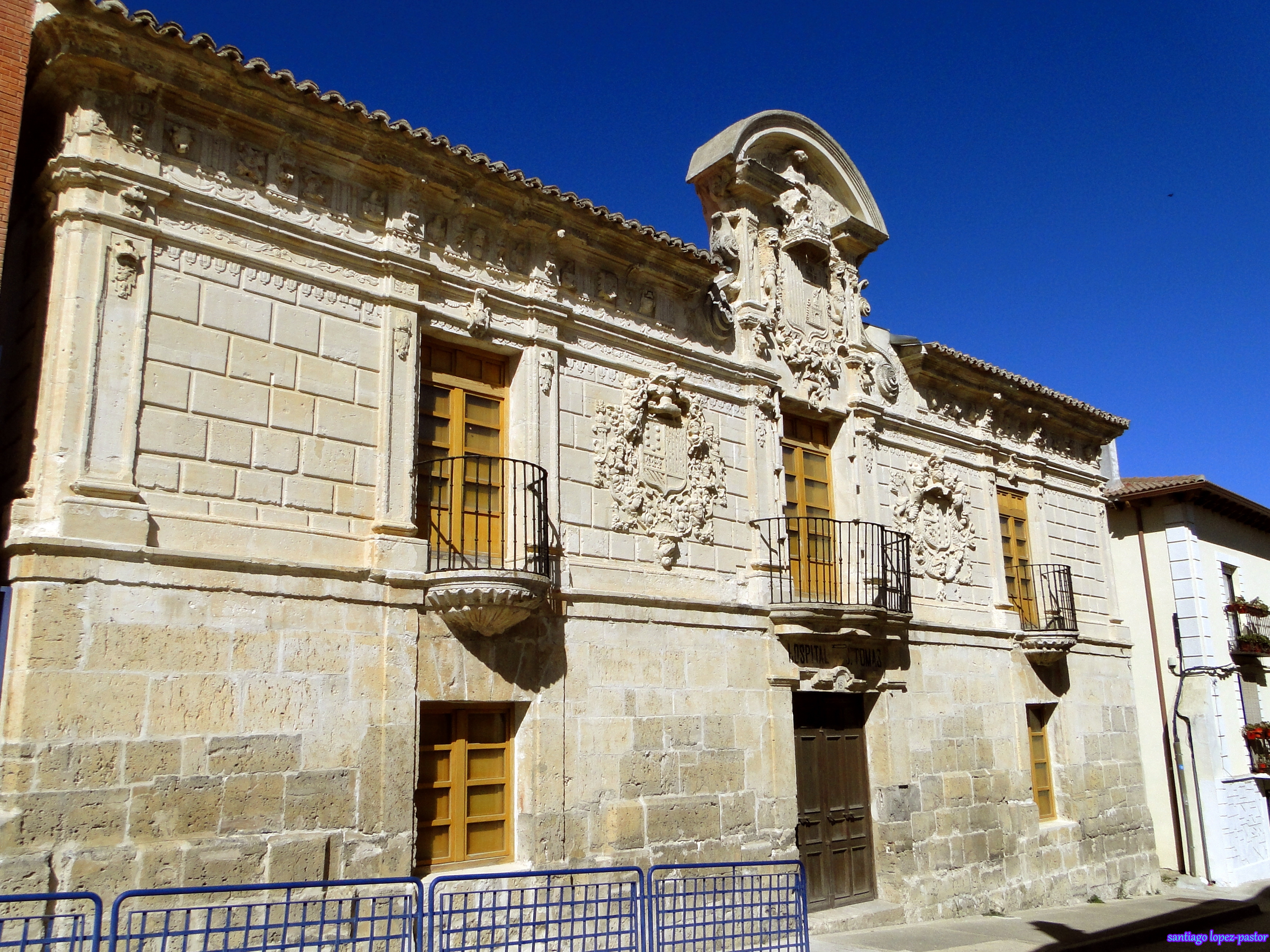
Fachada del edificio barroco

Se trata de un palacio barroco del siglo XVIII, del que se desconoce quién lo construyó y para quién. La única referencia es que era de la Orden de San Agustín. Hay documentos algo confusos en el archivo de la catedral palentina según los cuales doña Plácida Solórzano en 1898 mandó hacer un edificio y nombró patrono al obispo. No obstante, aprovecharía este edificio para hacer una Fundación costeada a sus expensas y destinado a hospital de enfermos. La fachada principal es lo que más llama la atención, con una gran abundancia de decoración. El segundo tramo tiene un almohadillado de piedra, mientras que en el primero los sillares no llevan líneas de separación. Lo más característico es un gran friso quebrado formado por triglifos y metopas decorados, los triglifos con ménsulas y las metopas con una decoración vegetal y figurada que nunca se repite. Este friso es precedido por una guirnalda florida, roleos con forma de cuerno de carnero y cortinajes. A continuación del friso se encuentra una cornisa quebrada formada por varias molduras estriadas, con dados y puntas de diamante. En su parte central se abre un remate con frontón semicircular y gran escudo coronado sostenido por leones. Por tanto, la decoración se aglutina en la parte superior del edificio y en los blasones situados a cada lado del balcón principal y el otro en el remate. El resto de la fachada se organiza en el primer tramo con una portada simple, pero con dintel arquitrabado.En el piso superior se abren tres ventanales enmarcados con pilastras lisas que continúan hasta la cornisa y están decoradas en su parte superior con colgaduras vegetales. Estos ventanales llevan balcones, los dos laterales son semicirculares con barrotes cilíndricos que se apoyan sobre una concha invertida de piedra. El balcón central forma un elemento unido al remate de la fachada, con un ventanal con marco de piedra quebrado y un balcón trilobulado que apoya igualmente sobre una concha invertida. En su interior alberga un espectacular patio barroco porticado, en el que se celebra anualmente el Concierto de Año Nuevo.
En este espacio se encuentra la pinacoteca del museo, la Colección de Arte Sacro, la Sala de la Historia del Cerrato, la Sala del Patrimonio Arqueológico y el Patio de estilo Barroco, datado en el siglo XVIII.
- Antiguo Colegio La Milagrosa.

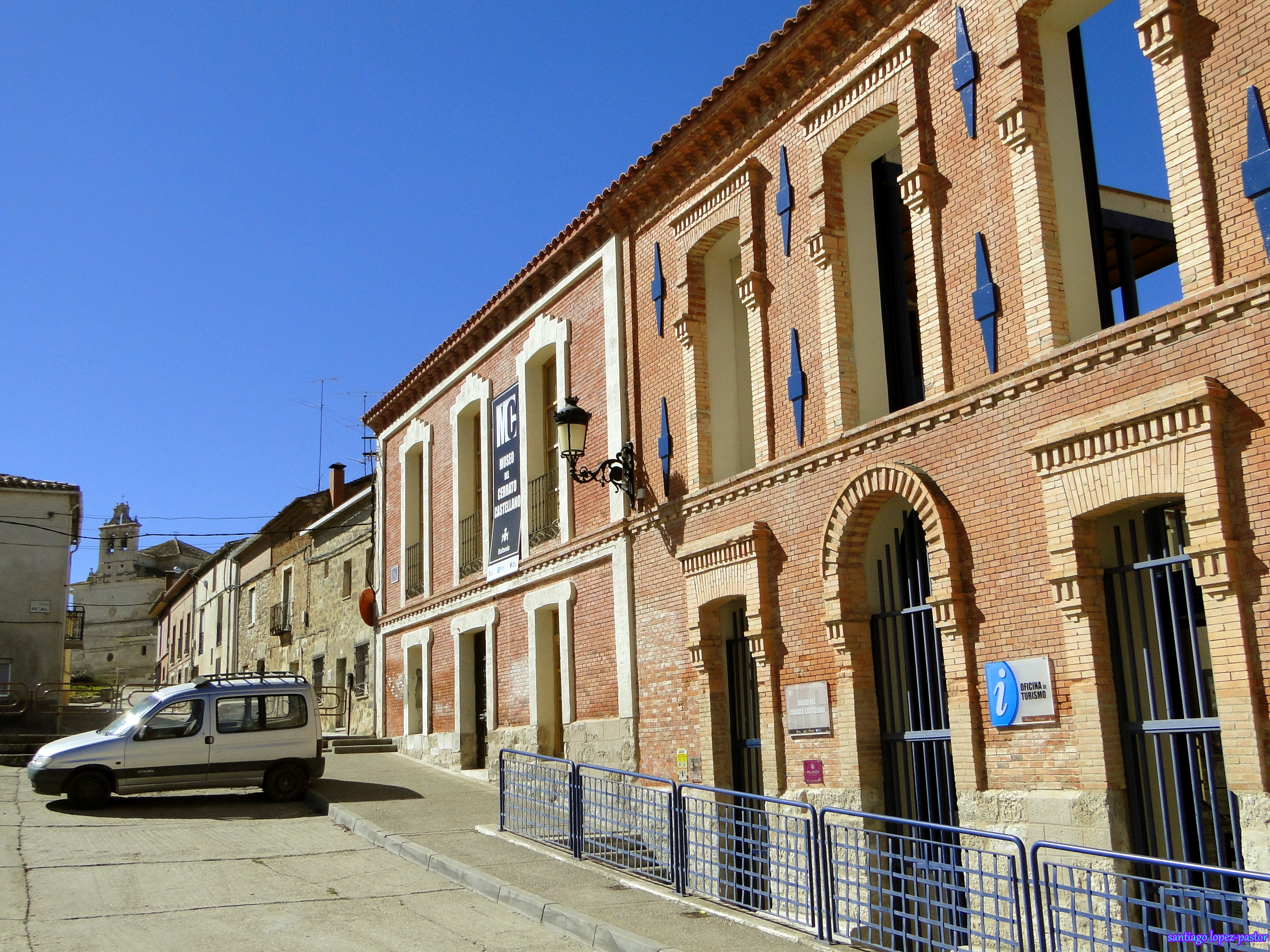
Fachada del edificio modernista

Edificio de estilo modernista construido en ladrillo en la parte superior y piedra de sillería en la parte inferior. Las ventanas están cubiertas con molduras en yeso. La fachada está compuesta por tres partes bien diferenciadas, ya que su construcción se realizó en diferentes años, aunque guardan la misma estética modernista.
En este espacio se encuentran las gradas exteriores, la recepción, el centro de interpretación, la sala de exposiciones temporales, la sala de audiovisuales y multiusos, la tienda del museo y la oficina de turismo.

## Historia
Estos dos edificios fueron ocupados durante el siglo XX por una congregación de religiosas de las Hermanas de la Caridad que establecieron su residencia y un colegio de educación infantil y primaria. A finales de la década de 1990 el colegio se cerró y en años siguientes las religiosas se fueron. El edificio permaneció muchos años cerrado, hasta que se propuso la construcción de un museo divulgativo de la Comarca del Cerrato, al ser Baltanás su capital.
Durante los inicios del año 2000, el Ayuntamiento de Baltanás, ADRI Cerrato Palentino, la Diputación de Palencia, la Junta de Castilla y León y el Obispado se aunaron par crear un museo comarca con la voluntad de ser un referente para el conocimiento, puesta en valor y difusión del patrimonio artístico, cultural, histórico y paisajístico de la Comarca del Cerrato Castellano.
En el año 2008 se iniciaron las obras de rehabilitación de los dos edificios y su museización, que duraron más de dos años y que supusieron una inversión de 1 452 618 euros.

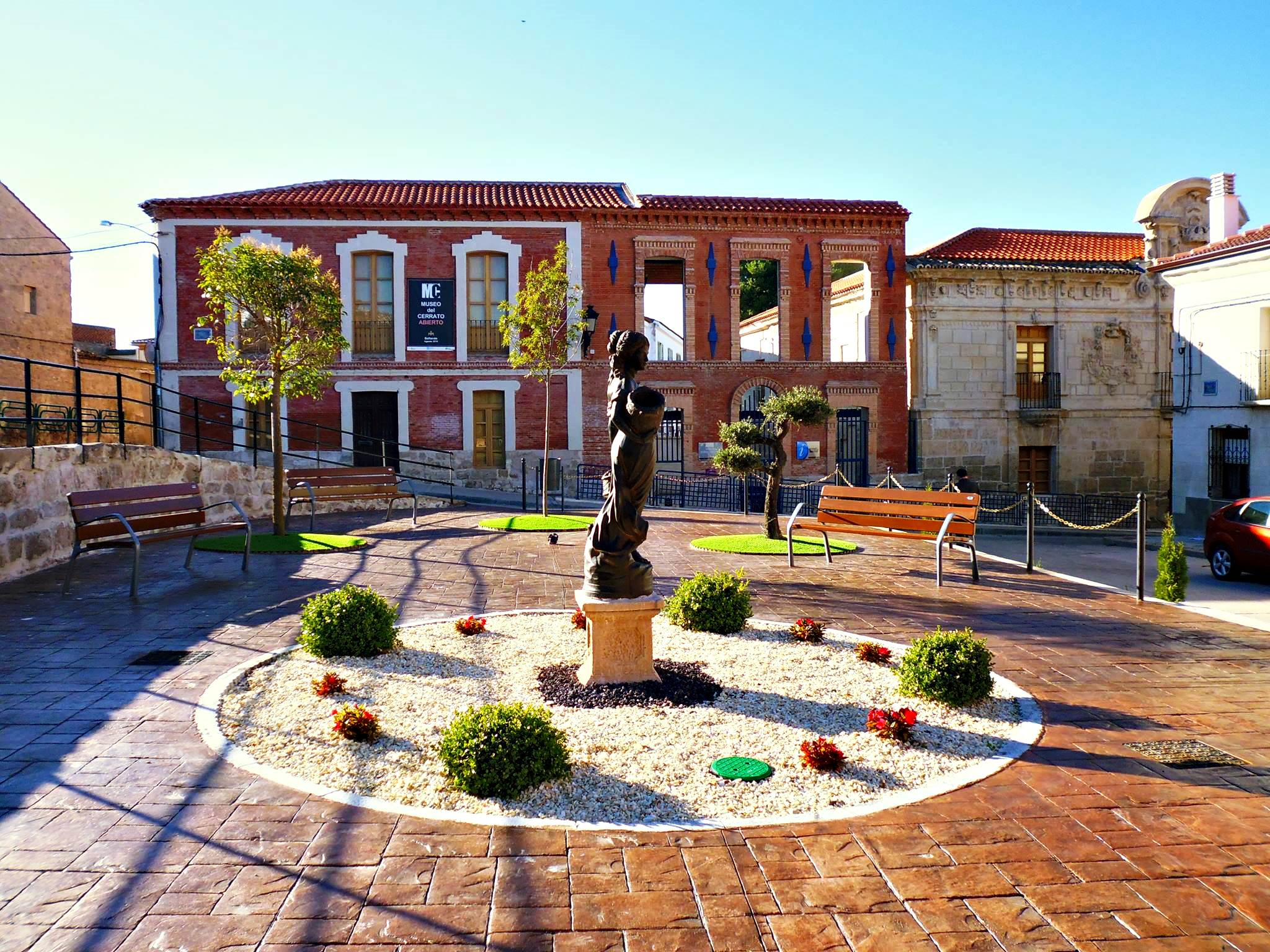
Museo desde la Plaza del Arrabal

El museo se inaugura en el año 2010 por Antonio Silván, consejero de Fomento de la Junta de Castilla y León.
En el año 2017 fue adherido a la Marca de Calidad Rural y a la Marca Arlanza.
En el año 2019, el museo se suma al colectivo de espacios Dog Friendly, en los que los perros pueden acceder junto con sus dueños.

## Espacios museísticos

### Pinacoteca
El museo alberga en el edificio barroco una gran pinacoteca, a modo de colección permanente, dedicada a pintores castellanoleoneses y en especial a pintores cerrateños.
Artistas cerrateños con obras pictóricas en el museo:
- Pedro Mozos (1915-1982):
- Juan Antonio Morales (1909-1984):
- Jesús Meneses del Barco (1924 -2004):

Artistas palentinos con obras pictóricas en el museo:
- José Casado del Alisal (1831-1886).
- Eugenio Oliva (1857-1925)

Artistas castellano leoneses con obras pictóricas en el museo:
- Aurelio García Lesmes (1884 -1942)
- Vela Zanetti (1913-1999)
- Mariano Barbasán (1864-1924)

Artistas costumbristas de los siglo XIX y XX con obras pictóricas en el museo:
- Emilio Poy Dalmau (1876-1933).
- Jean Ferdinand Chaigneau (1930-1906)

### Colección de arte sacro
Piezas pertenecientes a la iglesia de San Millán y a la ermita de Revilla.
Alberga interesantes piezas pertenecientes fundamentalmente a la iglesia de San Millán y a la Ermita de Revilla de Baltanás, con cálices y otros elementos litúrgicos entre los que destacan la imagen de la Virgen de Revilla (considerada la figura de belén más antigua de España) y la imponente Cruz Procesional, una de las más bellas de la provincia de Palencia.

### Sala de la historia del Cerrato
Los hechos históricos más destacados en el territorio.
Muestra los hechos históricos más destacados que se han ido produciendo en la comarca del Cerrato, en el extenso periodo que va desde la Prehistoria hasta la Edad Moderna.

### Sala del patrimonio arqueológico
Objetos encontrados en la comarca del Cerrato a lo largo de la historia.
La colección se compone en su mayoría de objetos encontrados en la comarca del Cerrato a lo largo de la historia.
Algunos de los objetos más importantes son los sarcófagos hallados en unas excavaciones realizadas en Baltanás o las cerámicas descubiertas bajo el suelo de la iglesia de Tabanera de Cerrato.

### Centro de interpretación del Cerrato
Paisaje, arquitectura popular, economía, tradiciones…de la comarca del Cerrato. Zona de interpretación de las bodegas del Cerrato.
En cada una de sus salas puedes ver cómo es su relieve, como huele el Cerrato -de recomendación el verano y la primavera-, cómo es la flora y la fauna, cuáles son sus principales fuentes de ingresos. Un recorrido que permite sentir algo más cerca el Cerrato.
Se puede ver cómo son las bodegas por dentro, cómo eran las antiguas cuevas en las que vivía gente, los chozos, los palomares o los colmenares -antaño en el Cerrato llegó a haber más de 2000 casas de abejas.
A lo largo del recorrido hay vídeos interactivos, hay música para escuchar los típicos sonidos de la zona.

## Exposiciones temporales
Sala de Exposiciones Temporales. Destinada a acoger diferentes exposiciones de artistas.
Exposición conmemorativa del escultor salmantino Agustín Casillas, exposición pictórica de Pedro Mozos.
En 2017, el centro acogió once exposiciones de pintura, grabados, dibujos, escultura, fotografía, cartelería, material reciclado, paneles informativos de la labor de las ONG palentinas y juguetes antiguos, entre otras temáticas. Una de las más visitadas fue la cuarta edición de ‘Culturarte cerrateño’, dedicado a los juguetes antiguos.

## Servicios
- Wifi gratuito.
- Sala de audiovisuales y multiusos. Conferencias, presentaciones de libros, proyecciones de películas, talleres.
- Anfiteatro exterior. En este espacio se celebran conciertos de música.

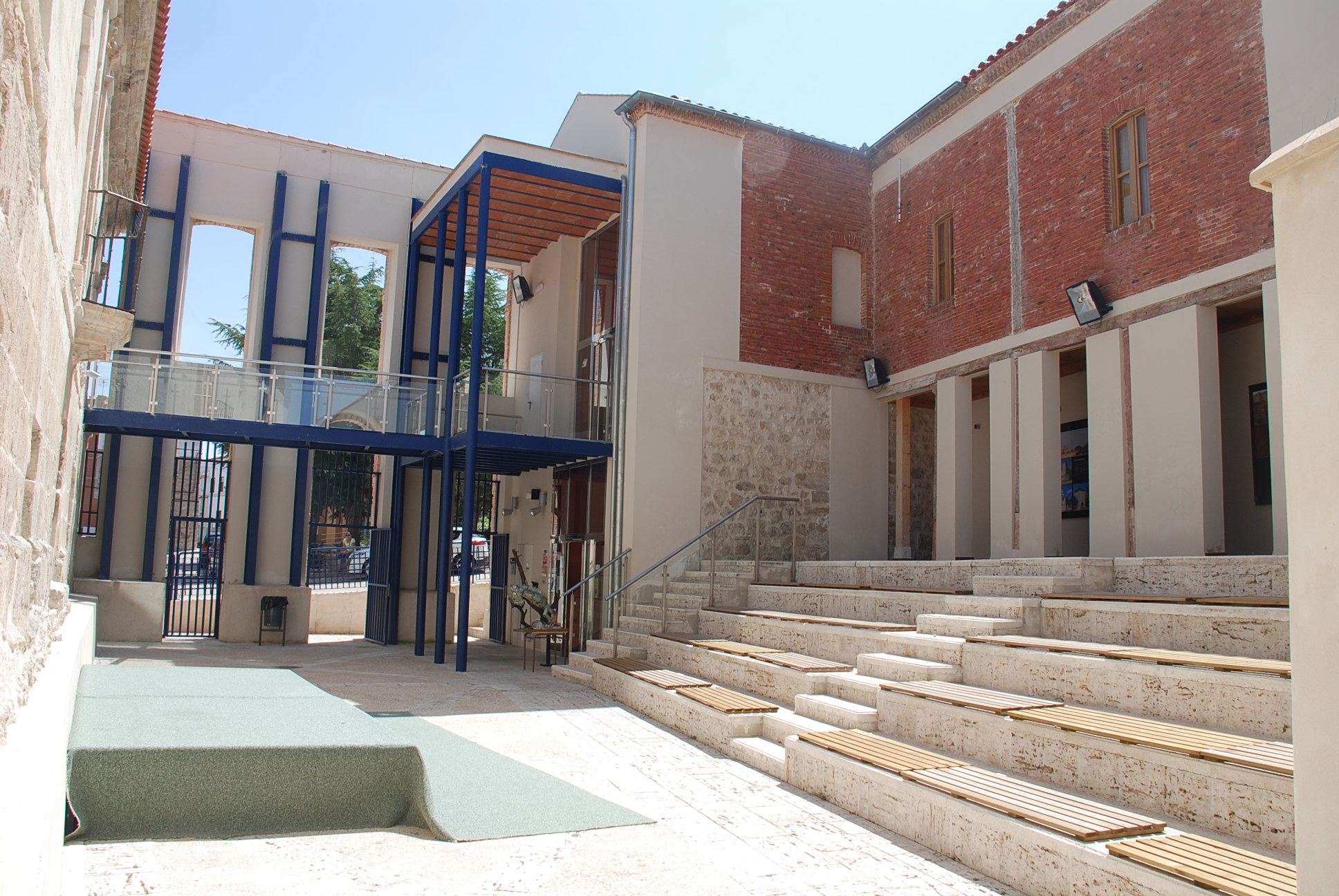
Anfiteatro del museo.

- Tienda del museo. Publicaciones, merchandising, productos artesanales.
- Oficina de turismo. Información turística y cultural de la comarca del Cerrato.
- Accesibilidad. El museo está adaptado para personas con movilidad reducida
- El museo es dog friendly. Se puede visitar el museo con perros, que deberán permanecer atados con su correa.
- Visitas guiadas.[2]

Ha contado con numerosos actos organizados en el Museo del Cerrato Castellano. Presentaciones de varios libros o diversos conciertos como el de Año Nuevo, el del Día Europeo de la Música y el clásico Concierto de Verano ofrecido a la luz de las velas por la Banda de Música Comarcal de la Asociación Cultural Juvenil Baltanasiega y el coro parroquial Virgen de Revilla, que congregó a centenares de cerrateños. El museo ha acogido varios cursos y diversos talleres, además de charlas y coloquios también han tenido gran acogida entre los cerrateños, como la conferencia.

### Horario
Invierno
Del 17 de septiembre al 29 de junio
Viernes de 11:00 a 14, sábados 11:00 a 14 y de 17:00 a 20:00 h. y domingos de 11:00 a 14 
Verano
Del 30 de junio al 16 de septiembre, de martes a domingos de 11:00 a 14:00 y de 17:30 a 20:30 h.